# Iňačovce
Iňačovce (bis 1927 slowakisch auch „Jaňačovce“; ungarisch Solymos) ist eine Gemeinde im Osten der Slowakei mit 909 Einwohnern (Stand 31. Dezember 2024), die zum Okres Michalovce, einem Teil des Košický kraj, gehört und in der traditionellen Landschaft Zemplín liegt.

## Geographie
Die Gemeinde befindet sich im Ostslowakischen Tiefland, noch genauer im Unterteil Iňačovská tabuľa (wörtlich Tafel(land) von Iňačovce), auf einer Aggradationsfläche rechtsseitig des Flusses Čierna voda. Ornithologisch bedeutend ist das Naturreservat Senianske rybníky (wörtlich Teiche von Senné) jenseits der Čierna voda im Osten des Gemeindegebiets. Das Ortszentrum liegt auf einer Höhe von 107 m n.m. und ist 13 Kilometer von Michalovce entfernt.
Nachbargemeinden sind Jastrabie pri Michalovciach im Norden, Hažín und Blatné Remety im Nordosten, Blatná Polianka im Osten und Südosten, Senné im Süden, Zemplínska Široká im Westen und Čečehov im Nordwesten.

## Geschichte
Iňačovce wurde zum ersten Mal 1417 in einer Urkunde von Sigismund von Luxemburg als Solmus schriftlich erwähnt und war damals Besitz des Geschlechts Sztáray, vom 15. bis zum 17. Jahrhundert gehörten auch die Gutsherren von Pavlovce und Ruská zu den Besitzern. 1427 wurden 18 Porta verzeichnet. Am Anfang des 17. Jahrhunderts war Iňačovce ein großes Dorf, doch anschließend kam es zu einem Bevölkerungsrückgang, sodass es 1715 nur noch acht Untertanenfamilien im Ort gab. Nach 1720 ließen sich Einwohner aus den nördlichen Teilen der Gespanschaften Semplin und Ung in Iňačovce nieder. Ende des 18. Jahrhunderts wurde von Salzvorkommen gesprochen, der Ort hatte zudem großflächige Wiesen. 1828 zählte man 119 Häuser und 1023 Einwohner, die als Landwirte und Weber beschäftigt waren. Im 19. Jahrhundert besaßen die Familien Thuránszky, Török sowie andere die Ortsgüter.
Bis 1918/1919 gehörte der im Komitat Ung liegende Ort zum Königreich Ungarn und kam danach zur Tschechoslowakei beziehungsweise heute Slowakei.

## Bevölkerung
| Jahr                | 1994 | 2004     | 2014     | 2024     |
| ------------------- | ---- | -------- | -------- | -------- |
| Anzahl der Personen | 570  | 630      | 759      | 909      |
| Unterschied         |      | +10,52 % | +20,47 % | +19,76 % |

| Jahr                | 2023 | 2024    |
| ------------------- | ---- | ------- |
| Anzahl der Personen | 896  | 909     |
| Unterschied         |      | +1,45 % |

Nach der Volkszählung 2011 wohnten in Iňačovce 733 Einwohner, davon 655 Slowaken, 33 Roma, sechs Tschechen, drei Ukrainer, zwei Russinen sowie jeweils ein Magyare und Pole. 32 Einwohner machten keine Angabe zur Ethnie.
226 Einwohner bekannten sich zur griechisch-katholischen Kirche, 112 Einwohner zur apostolischen Kirche, 98 Einwohner zur römisch-katholischen Kirche, 66 Einwohner zur orthodoxen Kirche, 48 Einwohner zur reformierten Kirche, 44 Einwohner zu den Zeugen Jehovas, 26 Einwohner zu den Brethren, acht Einwohner zu den Baptisten und zwei Einwohner zur Evangelischen Kirche A. B. 60 Einwohner waren konfessionslos und bei 43 Einwohnern wurde die Konfession nicht ermittelt.

## Bauwerke und Denkmäler
- griechisch-katholische Kirche Entschlafung der Allheiligen Gottesgebärerin aus dem frühen 19. Jahrhundert[6]
- reformierte (calvinistische) Kirche aus dem Jahr 1912
- Ziehbrunnen, der als einer der letzten in der Gegend erhalten ist

## Wirtschaft und Verkehr
Nach Iňačovce führt nur die Straße 3. Ordnung 3770 von Jastrabie pri Michalovciach, Čečehov und Vrbovce (Anschluss an die Straße 2. Ordnung 555) heraus.